# Veiligheidsregio Noord-Holland Noord

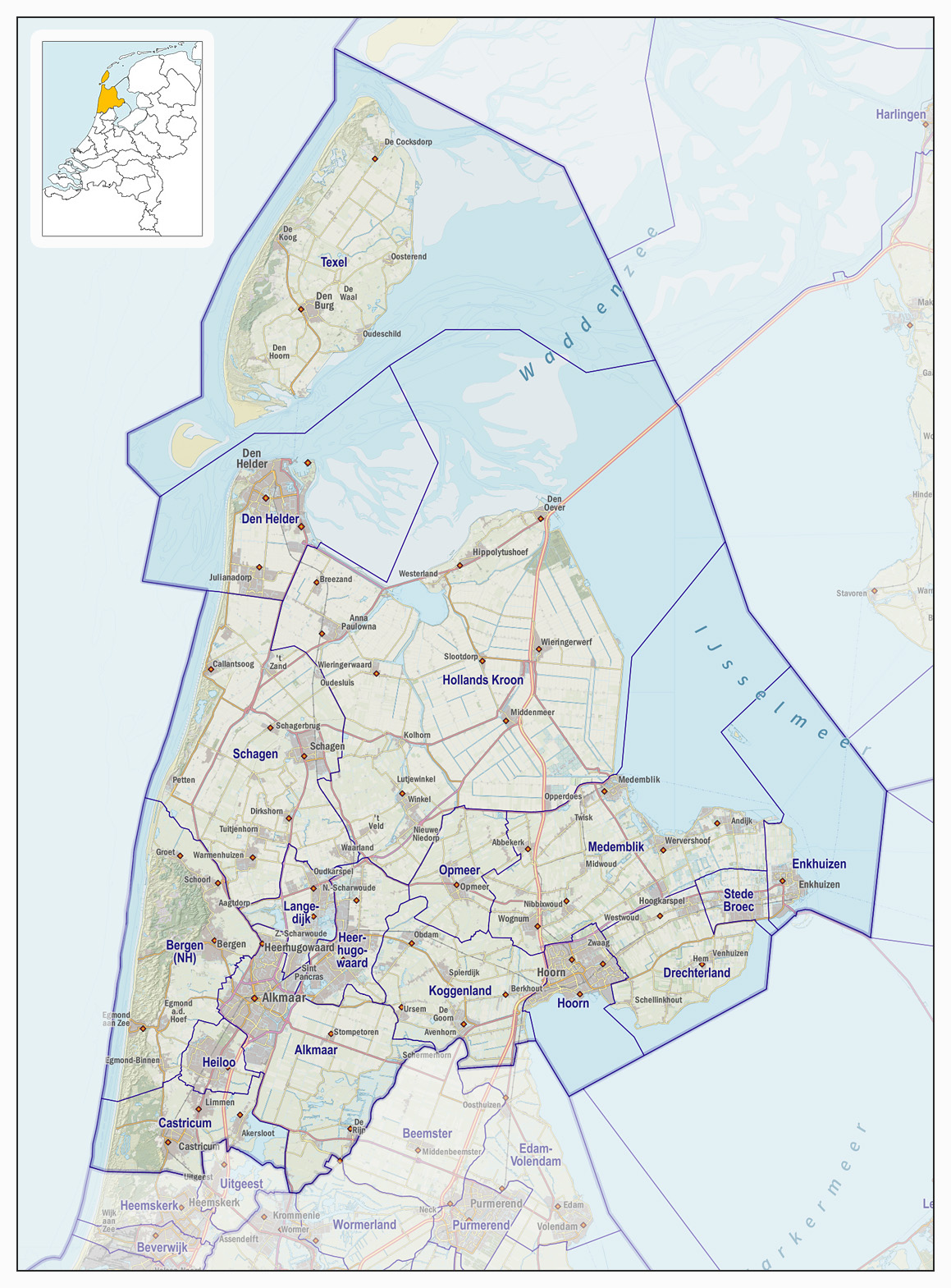
Veiligheidsregio Noord-Holland Noord, impressie van het landschap en indeling van gemeenten (2017)

De Veiligheidsregio Noord-Holland Noord is een van de vijf veiligheidsregio's die geheel binnen de provincie Noord-Holland vallen. Een veiligheidsregio is in Nederland een samenwerkingsverband van de hulpverleningsdiensten op basis van de Wet Gemeenschappelijke Regelingen en de wet Veiligheidsregio's, ten behoeve van fysieke veiligheid.

## Regioprofiel
- Inwoners: 639.520 (2013, CBS)
- Landoppervlakte: 1353,6 km²
- Marineconcentratie bij Den Helder.
- Hoge Flux Reactor in de buurt van Petten.
- Veel fruitteelt (boomgaarden) rondom Hoorn.
- De regio is aan drie zijden omringd door water, terwijl veel land onder de zeespiegel ligt. De Wieringermeer is een stuk ingepolderde Zuiderzee.
- De Afsluitdijk loopt vanaf Den Oever naar Friesland. Veel zeiltoerisme op het IJsselmeer.
- Attractiepark "Sprookjeswonderland" bij Enkhuizen. Verder veel toerisme op Texel.
- Het zuidwesten van de regio raakt verstedelijkt door de oprukkende Randstad.

## Risico's

### Terrein
- Weinig BRZO (Besluit Risico's Zware Ongevallen 2015) locaties, maar wel opvallende: onder meer de nucleaire Hoge Flux Reactor bij Petten.
- Door de ligging aan de Noordzee en het laaggelegen land is wateroverlast een belangrijk risicothema in deze regio. De modellering van overstroming is gemaakt door de Waterschappen en is in detail te bekijken op risicokaart.nl.
- Ten zuiden van Petten is er over 5,5 km geen duinenstrook en is de Hondsbossche Zeewering aangebracht. De duinenstrook ten noorden van Petten is dun en kwetsbaar en vereist veel onderhoud.
- Kwetsbare locaties voor drinkwaterwinning in Bergen en Castricum.
- Vluchten van en naar Schiphol voeren soms deels over het luchtruim boven deze regio.

### Infrastructuur
- Vervoer van gevaarlijke stoffen over de snelweg A7 van en naar Amsterdam / Groningen.
- Bij erg ruw weer kan transport over de Afsluitdijk en de Houtribdijk risico's opleveren voor veiligheid.
- Energietransport: Bij Anna Paulowna komen gasleidingen van Gasunie vanuit de Noordzee aan land. Vanuit daar vertakt een ondergronds netwerk van buisleidingen zich richting het zuiden. Ook loopt er een ondergrondse buisleiding onder het IJsselmeer van Medemblik naar Workum.

### Sociaal-fysiek
- Belangrijke evenementen: Marinedagen in Den Helder en de Kaasmarkt in Alkmaar.
- Toerisme: Texel en de stranden van Castricum tot Den Helder.
- Attractiepark Sprookjeswonderland bij Enkhuizen kan bij warmte en drukte risico's opleveren voor openbare orde en veiligheid.

## Regio-ontwikkeling
De burgemeester van Alkmaar is voorzitter van de Veiligheidsregio en coördinerend burgemeester bij GRIP4. De regio heeft per 1 april 2007 te maken met één GGD (GGD Hollands Noorden). Het veiligheidsbestuur heeft een samenwerkingsconvenant afgesloten met de politie, en streeft naar één dagelijks bestuur. Het Regionaal College van Politie en het Algemeen Bestuur van de Veiligheidsregio vergaderen direct na elkaar. Beide besturen bestaan uit dezelfde leden. De samenwerking tussen de Brandweerkorpsen van de gemeente Den Helder en de Marinebrandweer is sinds mei 2013 geborgd middels een samenwerkingsconvenant tussen de Gemeente Den Helder en het Ministerie van Defensie.

## Instanties
- Brandweer Noord-Holland Noord kent 52 brandweerkazernes.
- GHOR
- GGD: De grenzen van GGD Hollands Noorden vallen samen met die van de veiligheidsregio.
- Ambulance In het gebied van Veiligheidsregio Noord-Holland Noord kunnen de bewoners rekenen op de hulpverlening van twee aanbieders: Ambulancezorg van Veiligheidsregio Noord-Holland Noord en het Witte Kruis. De diensten werken samen. In de regio zijn verschillende standplaatsen: Alkmaar-Noord, Alkmaar-Zuid, Den Burg (Texel), Den Helder, Hoogkarspel, Noord-Scharwoude, Schagen, Wieringerwerf en Wognum.
- Ziekenhuizen met klinische faciliteiten in Alkmaar, Den Helder en Hoorn.
- Reddingsbrigade
- Gemeenten: 16.
  - Recentste gemeentelijke herindeling: samenvoeging gemeentes Heerhugowaard en Langedijk tot Dijk en Waard (2022).
  - Voorzitter van de Veiligheidsregio: de burgemeester van de gemeente Alkmaar.
- Provincie: deze regio valt binnen de grenzen van de provincie Noord-Holland
- Politie: De veiligheidsregio is congruent met de grenzen van de politieregio. Korpsgrootte: 1600 medewerkers.
- Het Nederlandse Rode Kruis regio Noord-West zij vangen bij grote calamiteiten, de geëvacueerd mensen op, in een daar voor ingerichte ruimte.
- Justitie: De Rechtbank Noord-Holland, locatie Alkmaar valt onder het ressort van het Gerechtshof Amsterdam, dat zetelt in Amsterdam.
- Waterschappen: 1, Hollands Noorderkwartier.
- Drinkwater: wordt in deze regio verzorgd door Waterbedrijf PWN.
- Rijkswaterstaat: qua wegenbeheer valt de regio onder de Regionale Dienst Noord-Holland.
- ProRail beheert het spoorwegennet.
- Defensie: de regio valt onder 43 Gemechaniseerde Brigade te Havelte. Een militair liaison (OVR) onderhoudt de dagelijkse contacten binnen de Veiligheidsregio.
- Defensie: Koninklijke marechaussee ivm de haven in Den Helder, het Maritiem Vliegkamp De Kooy en landsgrenzen aan de Noordzee.
- Energiesector: het elektriciteitsnet wordt in deze regio beheerd door Liander. Het hoogspanningsnet wordt beheerd door TenneT.